# Branggah
Branggah is een bestuurslaag in het regentschap Probolinggo van de provincie Oost-Java, Indonesië. Branggah telt 2908 inwoners (volkstelling 2010).